# TRYANGLE
『TRYANGLE』（トライアングル）は、日本の音楽ユニット・ALTIMAが2014年3月26日にワーナー・ブラザース ホームエンターテイメントから発売した1枚目のオリジナルアルバムである。

## 内容
活動開始から2年半、メジャーデビューから2年3ヶ月を経て発売された初のオリジナルアルバム。
既発シングルの表題曲とカップリング曲を含む全12曲入り。既発シングルはミキシングとマスタリングが新たに施されて収録されている。
タイトルは造語で、トライアングルのスペル「TRIANGLE」を、自身が常に挑戦している姿勢を表した「TRYANGLE」とかけている。
完全初回生産限定盤と通常盤の2形態で発売された。完全初回生産限定盤にはドバイで撮影された「CYBER CYBER」のミュージック・ビデオとメイキング映像、本作のスポットCM、居酒屋での52分におよぶ裏話的な座談会「Special Talk about ALTIMA years」、オランダへの弾丸旅行映像「ALTIMA TV ～Traveling Cannonball in Holland」、2013年3月22日にSHIBUYA O-EASTにて行われた『リスアニ！CIRCUIT Vol.3』での「I’ll believe」「Burst The Gravity」のライブ映像を収録したDVDが付属。さらに秘宝と称した封入特典として、おにぎりが収納できる「エネルギーチャージおにぎりケース」、飛び出すブックレット、8ページからなるミニ・フォトブックの3点が同梱された。

## 収録曲
| #         | タイトル                               | 作詞                                   | 作曲                                   | 編曲               | ラップ作詞 | 時間  |
| --------- | -------------------------------------- | -------------------------------------- | -------------------------------------- | ------------------ | ---------- | ----- |
| 1.        | 「Walk This Way」                      | ジョー・ペリー、スティーヴン・タイラー | ジョー・ペリー、スティーヴン・タイラー | 八木沼悟志         | motsu      | 3:24  |
| 2.        | 「Fight 4 Real」                       | 黒崎真音                               | 八木沼悟志                             | 八木沼悟志         | motsu      | 5:07  |
| 3.        | 「Burst The Gravity」                  | 黒崎真音                               | 八木沼悟志                             | 八木沼悟志         | motsu      | 4:27  |
| 4.        | 「CYBER CYBER (Album ver.)」           | motsu、黒崎真音                        | 八木沼悟志                             | 八木沼悟志         |            | 3:46  |
| 5.        | 「Backfire」                           | 黒崎真音、motsu                        | 八木沼悟志                             | 八木沼悟志、川﨑海 |            | 4:39  |
| 6.        | 「Mission Dispatch」                   | motsu、黒崎真音                        | motsu                                  | motsu              |            | 5:06  |
| 7.        | 「I'll believe」                       | 黒崎真音                               | 八木沼悟志                             | 八木沼悟志         | motsu      | 5:39  |
| 8.        | 「Here We Are 〜Mountain Explosion〜」 | motsu、黒崎真音                        | 八木沼悟志                             | 八木沼悟志         |            | 3:54  |
| 9.        | 「-Indefinitely-」                     | 黒崎真音                               | 八木沼悟志                             | 八木沼悟志         | motsu      | 6:06  |
| 10.       | 「ONE」                                | 黒崎真音                               | 八木沼悟志                             | 八木沼悟志         | motsu      | 5:08  |
| 11.       | 「WISH i WISH」                        | 黒崎真音                               | 八木沼悟志                             | 八木沼悟志         | motsu      | 4:44  |
| 12.       | 「TRYANGLE」                           | motsu                                  | 八木沼悟志                             | 八木沼悟志         |            | 5:43  |
| 合計時間: | 合計時間:                              | 合計時間:                              | 合計時間:                              | 合計時間:          | 合計時間:  | 57:43 |

### 解説
1. Walk This Way
Run-D.M.C.が1986年に発表したエアロスミスのカバーで、SAT自身がMOTSUのファンだったこともあり、Run-D.M.C.版を再現することを思いついたという[1]。
2. Fight 4 Real
4thシングルの表題曲。
3. Burst The Gravity
3rdシングルの表題曲。
4. CYBER CYBER (Album ver.)
3rdシングルのカップリング曲のアルバムバージョン。次曲「Backfire」と繋げている。
5. Backfire
イントロにハイパーテクノ感を取り入れ、前曲からユーロビートに繋げた楽曲。歌詞は、ヒーローに憧れながらも、未来に進んでいく気持ちが書かれている[1]。
6. Mission Dispatch
タイトルは「ミッション急送」を意味しており、MOTSU曰く「リズムと一緒に勢いで巻き込んでいくようなイメージで書いた」とのこと。歌詞には2013年にオランダのデン・ハーグで開催され出演したライブイベント『anime2013 TO UDDER WORLDS』での経験も反映されており、地名のスケベニンゲンといった単語が引用されている[1]。
7. I'll believe
1stシングルの表題曲。
8. Here We Are 〜Mountain Explosion〜
MOTSUのがやで、コール&レスポンスしながら飛び跳ねる曲をテーマに制作された。歌詞はファンの熱を火山が噴火する様子に喩えている[1]。
9. -Indefinitely-
1stシングルのカップリング曲。
10. ONE
2ndシングルの表題曲。
11. WISH i WISH
2ndシングルのカップリング曲。
12. TRYANGLE
今作の表題曲で、アルバムタイトルが決まってから制作された。シンセサイザーを含む電子楽器の音色が一切使用されていない、バンドサウンドによる楽曲[注 2]。SAT曰く「生楽器による洋楽の要素がある楽曲を提示することで大人な面を表現したかった」と語っている。歌詞は全編英語詞で[注 3]、制作が押したためレコーディング前日に書かれており、当初は日本語にすることも視野に入れていたという[1]。

## 参加ミュージシャン
ALTIMA
- MOTSU：Rap (全曲)、Programming (#6)
- SAT：Synthesizers (全曲)、Programming (#1〜5,7〜12)、Guitar (#5,8)
- MAON：Vocals (全曲)

Support Musician
- 川﨑海：Programming (#5)
- a2c：Guitar (#1〜4,7,9〜11)
- 星野威：Guitar (#12)
- 瀬川そら：Guitar (#6)
- 北村雄太：Bass (#12)
- 八木一美：Drum (#12)

## タイアップ
- 独立放送局系テレビアニメ『ストライク・ザ・ブラッド』後期オープニングテーマ (#2)
- 独立放送局系テレビアニメ『アクセル・ワールド』後期オープニングテーマ (#3)
- 独立放送局系テレビアニメ『灼眼のシャナIII-FINAL-』前期エンディングテーマ (#7)
- 独立放送局系テレビアニメ『灼眼のシャナIII-FINAL-』後期エンディングテーマ (#10)